# Reflexbluten

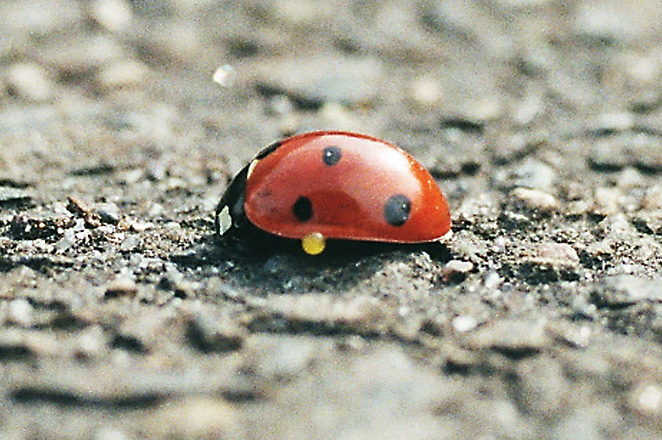
Ein Siebenpunkt-Marienkäfer (Coccinella septempunctata) verteidigt sich mit Reflexbluten

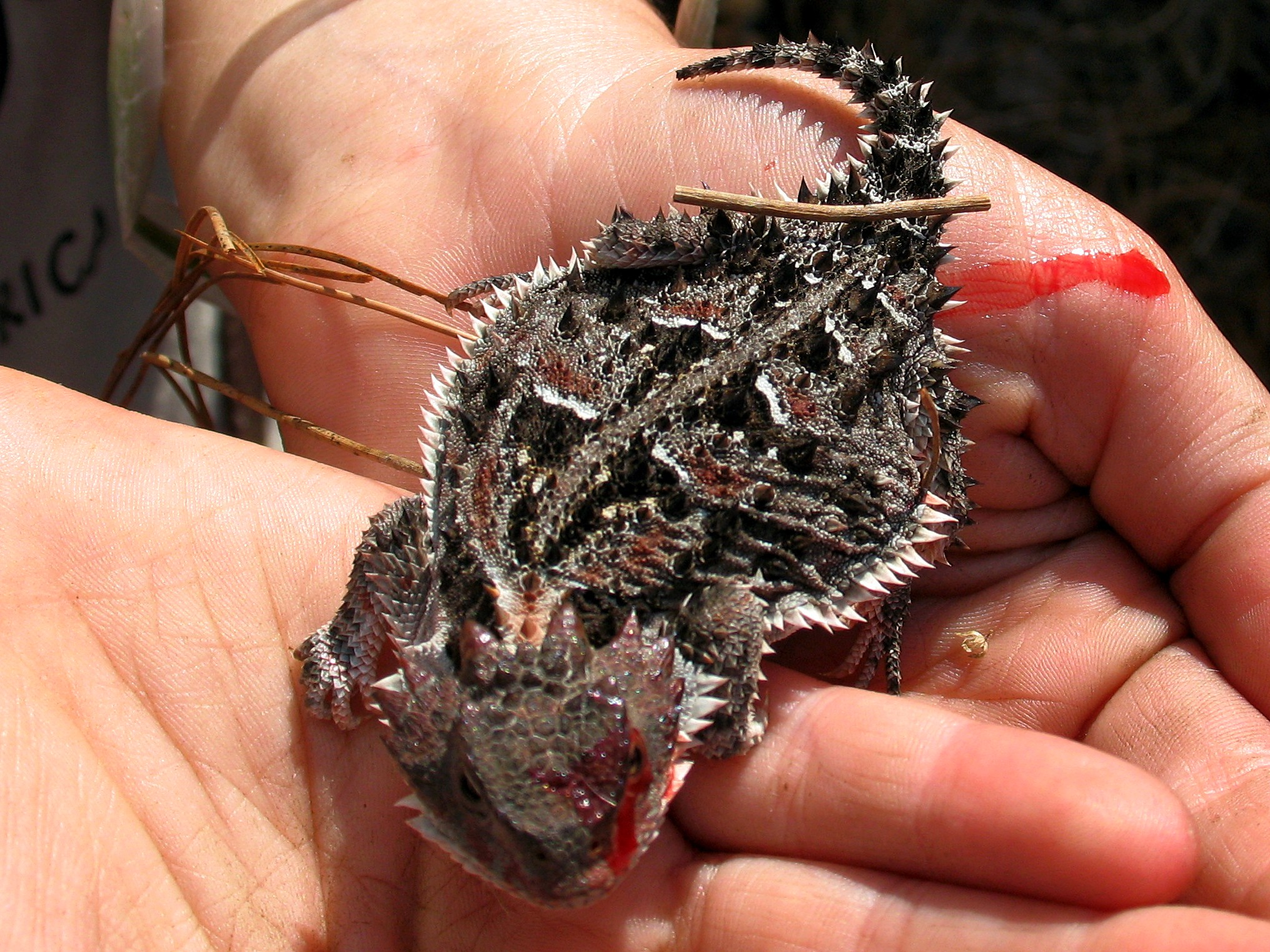
Krötenechse (Phrynosoma orbiculare)

Das Reflexbluten ist eine Verteidigungsmethode von Tieren gegen deren potentielle Fressfeinde.

## Insekten
Viele Marienkäfer, Ölkäfer, Weichkäfer, Steinfliegenlarven und weitere Insekten nutzen Reflexbluten zur Abschreckung. Dabei sondern die Tiere – beim Marienkäfer aus Drüsen zwischen Tibia (Unterschenkel) und Femur (Oberschenkel) – rötliche oder gelblich-bräunliche Tropfen Hämolymphe ab, die toxisch sind oder unangenehm riechen und schmecken (sogenanntes Wehrsekret). Auf einen potenziellen Angreifer wirkt dies oft unmittelbar abschreckend.

## Reptilien
- Mehrere Arten von Krötenechsen können aus den Augenwinkeln über einen Meter weit Blut aus geplatzten Blutgefäßen spritzen.[3]
- Die Kreuzotter stellt sich bei Gefahr tot und blutet aus dem Mund.[4]